# یاسویوکی آکایکه
یاسویوکی آکایکه (ژاپنی: 赤池 保幸؛ زادهٔ ۱۸ مهٔ ۱۹۷۴) یک بازیکن فوتبال اهل ژاپن است.
از باشگاه‌هایی که در آن بازی کرده‌است می‌توان به باشگاه فوتبال هوکایدو کونسادول ساپورو اشاره کرد.